# Кентон (Делавер)
Кентон (англ. Kenton) — місто (англ. town) в окрузі Кент штату Делавер США. Населення — 215 осіб (2020).

## Географія
Кентон розташований за координатами 39°13′38″ пн. ш. 75°39′53″ зх. д. / 39.22722° пн. ш. 75.66472° зх. д. (39.227274, -75.664585).  За даними Бюро перепису населення США в 2010 році місто мало площу 0,49 км², уся площа — суходіл. В 2017 році площа становила 0,46 км², уся площа — суходіл.

## Демографія
Згідно з переписом 2010 року, у місті мешкала 261 особа в 92 домогосподарствах у складі 68 родин. Густота населення становила 536 осіб/км².  Було 104 помешкання (213/км²).
Расовий склад населення:
| - 89,7 % — білих - 2,3 % — чорних або афроамериканців - 5,0 % — осіб інших рас |

До двох чи більше рас належало 3,1 %. Частка іспаномовних становила 10,7 % від усіх жителів.
За віковим діапазоном населення розподілялося таким чином: 23,0 % — особи молодші 18 років, 68,6 % — особи у віці 18—64 років, 8,4 % — особи у віці 65 років та старші. Медіана віку мешканця становила 34,5 року. На 100 осіб жіночої статі у місті припадало 91,9 чоловіків;  на 100 жінок у віці від 18 років та старших — 93,3 чоловіків також старших 18 років.
Середній дохід на одне домашнє господарство  становив 46 909 доларів США (медіана — 39 583), а середній дохід на одну сім'ю — 45 088 доларів (медіана — 25 469). За межею бідності перебувало 34,1 % осіб, у тому числі 47,6 % дітей у віці до 18 років та 12,5 % осіб у віці 65 років та старших.
Цивільне працевлаштоване населення становило 135 осіб. Основні галузі зайнятості: будівництво — 28,1 %, освіта, охорона здоров'я та соціальна допомога — 17,8 %, роздрібна торгівля — 15,6 %, виробництво — 15,6 %.